# Deutsch Schützen-Eisenberg
Deutsch Schützen-Eisenberg è un comune austriaco di 1 129 abitanti nel distretto di Oberwart, in Burgenland. È stato istituito nel 1971 con la fusione dei comuni soppressi di Deutsch Schützen, Eisenberg an der Pinka e Sankt Kathrein im Burgenland; capoluogo comunale è Deutsch Schützen.
Nel 1945 è stato teatro di un massacro nazista ai danni di 60 ebrei.